# Basquetebol nos Jogos Olímpicos de Verão de 1936
O basquetebol estreou oficialmente como modalidade olímpica durante os Jogos Olímpicos de Verão de 1936 realizados em Berlim, Alemanha. O esporte já havia figurado nos Jogos de 1904 em Saint Louis, mas apenas como demonstração e sem contar para o quadro de medalhas. O torneio foi disputado entre 7 e 14 de agosto de 1936 com 23 equipes de início, a maior competição entre equipes desses Jogos, mas Espanha e Hungria desistiram da competição. Então 21 equipes jogaram a modalidade estreante na Olimpíada.
A Federação Internacional de Basquetebol, entidade máxima da modalidade, usou o torneio de 1936 para o experimento do basquete ao ar livre (outdoor), sendo as partidas realizadas em quadras de tênis improvisadas. A adversidade do campo causou muitos problemas as equipes, principalmente na final do torneio.
A cerimônia de entrega das medalhas foi liderada por James Naismith, inventor do basquete, sendo que seus compatriotas estadunidenses levaram a medalha de ouro. A prata ficou com a equipe do Canadá e o bronze com o México, completando o pódio totalmente por países da América do Norte.

## Medalhistas
| Ouro | Prata | Bronze |
| USA Estados Unidos Sam Balter Ralph Bishop Joseph Fortenberry Tex Gibbons Francis Johnson Carl Knowles Frank Lubin Arthur Mollner Donald Piper Jack Ragland Willard Schmidt Carl Shy Duane Swanson William Wheatley | CAN Canadá Gordon Aitchison Jan Allison Arthur Chapman Charles Chapman Edward Dawson Irving Meretsky Doug Peden James Stewart Malcolm Wiseman | MEX México Carlos Borja Víctor Borja Rodolfo Choperena Raúl Fernández Andrés Gómez Silvio Hernández Francisco Martínez Jesús Olmos José Pamplona Greer Skousen Luis de la Vega |

## Países participantes
| Posição | Nação |
| ------- | --- |
| 4       | POL PolôniaTécnico: Walenty Kłyszejko Zdzisław Filipkiewicz Florian Grzechowiak Zdzisław Kasprzak Jakub Kopf Ewaryst Łój Janusz Patrzykont Andrzej Pluciński Zenon Różycki Paweł Stok Edward Szostak                                                       |
| 5       | PHI FilipinasTécnico: Dionisio Calvo Charles Borck Jacinto Ciria Cruz Franco Marquicias Primitivo Martínez Jesús Marzan Amador Obordo Bibiano Ouano Ambrosio Padilla Fortunato YambaoAntonio Carillo Miguel Pardo John Worrell                             |
| 6       | URU UruguaiTécnico: Juan A. Collazo Gregorio Agós Umberto Bernasconi Galvar Rodolfo Braselli Prudencio de Pena Carlos Gabín Leandro Gómez Harley Alejandro González Roig Víctor Latou Jaume Tabaré QuintansHéctor González Alberto Martí Amílcar Mesa      |
| 7       | ITA ItáliaTécnicos: Decio Scuri-Guido Graziani Gino Basso Ambrogio Bessi Enrico Castelli Galeazzo Dondi Livio Franceschini Emilio Giassetti Giancarlo Marinelli Adolfo Mazzini Mario Novelli Sergio Paganella Michele Pelliccia Remo Piana Egidio Premiani |
| 8       | PER PeruTécnico: Pedro Vera Manuel Arce Rolando Bacigalupo Willy Dasso Antuco Flecha José Carlos Godoy Miguel Godoy Luis Jacob Cañón Oré Armando RossiKoko Cárdenas Roberto Rospigliosi Fernando Ruiz Pedro Vera                                           |
| 9–14    | BRA BrasilArmando Albano Baiano Coroa Carmino de Pilla Nelson Monteiro de Souza Miguel Pedro Martinez Lopes Américo Montanarini PavãoCacau José Oscar Zelaya Alonso                                                                                        |

| Posição | Nação |
| ------- | --- |
| 9–14    | CHI ChileLuis Carrasco Augusto Carvacho José González Eusebio Hernández Luis Ibaseta Eduardo Kapstein Suckel Michel Mehech |
| 9–14    | TCH ChecoslováquiaJiří Čtyroký Alois Dvořáček Ludvík Dvořáček František Hájek Vítězslav Hloušek Josef Klíma Karel Kuhn Josef Moc František Picek F. Prokop Ladislav Prokop Ladislav Trpkoš |
| 9–14    | EST EstôniaTécnico: Herbert Niiler (Tartu NMKÜ) Erich Altosaar (Tallinna Kalev) Artur Amon (Tartu NMKÜ) Aleksander Illi (Tartu NMKÜ) Vladimir Kärk (Tartu NMKÜ) Robert Keres (Tartu NMKÜ) Evald Mahl (Tartu NMKÜ) Aleksander Margiste (Tallinna Kalev) Heino Veskila (Tartu NMKÜ)Bernhard Nooni (Tallinna Kalev) Leonid Saar (Tallinna NMKÜ) Georg Vinogradov (Tallinna Russ) |
| 9–14    | JPN JapãoRichin Cho Takehiko Kanakogi Masayasu Maeda Satoshi Matsui Uichi Munakata Takao Nakae Seikyu Ri Kenshichi Yokoyama |
| 9–14    | SUI SuíçaFernand Bergmann Pierre Carlier René Laederach Raymond Lambercy John Pallet Jean Pare Marcel Wuilleunier |
| 15–18   | ROC República da ChinaFeng Hsu Li Shao-tang Liu Bao-cheng Liu Yun-chang Mou Tso-yun Shen Yi-tung Tsai Yen-hung Wang Hung-pin Wang Shi-hsuan Wang Yu-tseng Wong Nan-chen Yu Sai-chang |

| Posição | Nação |
| ------- | --- |
| 15–18   | EGY EgitoAbdel Moneim Wahib Hussein Albert Fahmy Tadros Edward Riskalla Gamal el din Sabri Goanni Nosseir Kamal Riad Mohamed Rashad Shafshak |
| 15–18   | GER AlemanhaTécnico: Hermann Niebuhr Bernhard Cuiper (Heeressportschule Wünsdorf) Robert Duis (DSC Berlin) Karl Endres (Heeressportschule Wünsdorf) Emil Göing (Heeressportschule Wünsdorf) Otto Kuchenbecker (Luftwaffen-Sportschule Spandau) Emil Lohbeck (Heeressportschule Wünsdorf) Hans Niclaus (Heeressportschule Wünsdorf) Kurt Oleska (Heeressportschule Wünsdorf) Siegfried Reischieß (VfB Breslau) Heinz Steinschulte (Luftwaffen-Sportschule Spandau)Willy Daume (TV Eintracht Dortmund) Otto Gottwald (Post SV Bad Kreuznach) Adolf Künzel (NSTV Breslau) Jupp Schäfer (TV Kreuznach 1848) |
| 15–18   | LAT LetôniaTécnico: Rihards Dekšenieks Eduards Andersons (US) Voldemārs Elmūts (US) Mārtiņš Grundmanis (ASK) Rudolfs Jurciņš (US) Maksis Kazaks (LJ) Visvaldis Melderis (ASK) Džems Raudziņš (US) Edgars Rūja (US) Askolds Hermanovskis (LJ) Aleksejs Anufrijevs (Starts) J.Tiltiņš (US) |
| 19–21   | BEL BélgicaRobert Brouwer Gustave Crabbe René Demanck Raymond Gerard Émile Laermans Guillaume Merckx Pierre van Basselaere Gustave Vereecken |
| 19–21   | FRA FrançaPierre Boel (Olympique Lillois) Pierre Caque (Reims) Georges Carrier (CS Plaisance) Robert Cohu (Stade Français) Jean Couturier (Reims) Jacques Flouret (Paris UC) Edmond Leclere (Charleville) Étienne Onimus (CA Mulhouse) Fernand Prud'homme (AS Hippolyte) Étienne Roland (US Métro) Lucien Thèze (Romilly) |
| 19–21   | TUR TurquiaTécnico: Rupen Semerciyan Şeref Alemdar (Galatasaray) Hayri Arsebük (Galatasaray) Nihat Riza Ertuğ (Galatasaray) Jak Habib (Barkhoba) Naili Moran (Galatasaray) Hazdai Penso (Barkhoba) Dionis Sakalak (Kurtulus) Sadri UsluoğluKamil Ocak (Galatasaray) |

## Cruzamentos
|  | Oitavas de final   | Oitavas de final |                    |    | Quartas de final    | Quartas de final    |    |  | Semifinal | Semifinal |  |  | Disputa pelo ouro | Disputa pelo ouro |
|  |                    |                  |                    |    |                     |                     |    |  |           |           |  |  |                   |                   |
|  |                    |                  |                    |    |                     |                     |    |  |           |           |  |  |                   |                   |
|  |                    |                  |                    |    |                     |                     |    |  |           |           |  |  |                   |                   |
|  |                    |                  |                    |    |                     |                     |    |  |           |           |  |  |                   |                   |
|  |                    |                  |                    |    |                     |                     |    |  |           |           |  |  |                   |                   |
|  |                    |                  |                    |    |                     |                     |    |  |           |           |  |  |                   |                   |
|  | USA Estados Unidos | 56               |                    |    |                     |                     |    |  |           |           |  |  |                   |                   |
|  | USA Estados Unidos | 56               |                    |    |                     |                     |    |  |           |           |  |  |                   |                   |
|  |                    |                  | PHI Filipinas      | 23 |                     |                     |    |  |           |           |  |  |                   |                   |
|  | PHI Filipinas      | 39               | PHI Filipinas      | 23 |                     |                     |    |  |           |           |  |  |                   |                   |
|  | PHI Filipinas      | 39               |                    |    |                     |                     |    |  |           |           |  |  |                   |                   |
|  | EST Estônia        | 22               |                    |    |                     |                     |    |  |           |           |  |  |                   |                   |
|  | EST Estônia        | 22               | USA Estados Unidos | 25 |                     |                     |    |  |           |           |  |  |                   |                   |
|  |                    |                  | USA Estados Unidos | 25 |                     |                     |    |  |           |           |  |  |                   |                   |
|  |                    | MEX México       | 10                 |    |                     |                     |    |  |           |           |  |  |                   |                   |
|  | ITA Itália         | MEX México       | 10                 | 27 |                     |                     |    |  |           |           |  |  |                   |                   |
|  | ITA Itália         |                  |                    | 27 |                     |                     |    |  |           |           |  |  |                   |                   |
|  | CHI Chile          | 19               |                    |    |                     |                     |    |  |           |           |  |  |                   |                   |
|  | CHI Chile          | 19               | ITA Itália         | 17 |                     |                     |    |  |           |           |  |  |                   |                   |
|  |                    |                  | ITA Itália         | 17 |                     |                     |    |  |           |           |  |  |                   |                   |
|  |                    | MEX México       | 34                 |    |                     |                     |    |  |           |           |  |  |                   |                   |
|  | MEX México         | MEX México       | 34                 | 28 |                     |                     |    |  |           |           |  |  |                   |                   |
|  | MEX México         |                  | 14 de Agosto       | 28 |                     |                     |    |  |           |           |  |  |                   |                   |
|  | JPN Japão          | 22               |                    |    |                     |                     |    |  |           |           |  |  |                   |                   |
|  | JPN Japão          | 22               | USA Estados Unidos | 19 |                     |                     |    |  |           |           |  |  |                   |                   |
|  |                    |                  | USA Estados Unidos | 19 |                     |                     |    |  |           |           |  |  |                   |                   |
|  |                    | CAN Canadá       | 8                  |    |                     |                     |    |  |           |           |  |  |                   |                   |
|  | CAN Canadá         | CAN Canadá       | 8                  | 27 |                     |                     |    |  |           |           |  |  |                   |                   |
|  | CAN Canadá         |                  |                    | 27 |                     |                     |    |  |           |           |  |  |                   |                   |
|  | SUI Suíça          | 9                |                    |    |                     |                     |    |  |           |           |  |  |                   |                   |
|  | SUI Suíça          | 9                | CAN Canadá         | 41 |                     |                     |    |  |           |           |  |  |                   |                   |
|  |                    |                  | CAN Canadá         | 41 |                     |                     |    |  |           |           |  |  |                   |                   |
|  |                    | URU Uruguai      | 21                 |    |                     |                     |    |  |           |           |  |  |                   |                   |
|  | URU Uruguai        | URU Uruguai      | 21                 | 28 |                     |                     |    |  |           |           |  |  |                   |                   |
|  | URU Uruguai        |                  |                    | 28 |                     |                     |    |  |           |           |  |  |                   |                   |
|  | TCH Checoslováquia | 19               |                    |    |                     |                     |    |  |           |           |  |  |                   |                   |
|  | TCH Checoslováquia | 19               | CAN Canadá         | 42 |                     |                     |    |  |           |           |  |  |                   |                   |
|  |                    |                  | CAN Canadá         | 42 |                     |                     |    |  |           |           |  |  |                   |                   |
|  |                    | POL Polônia      | 15                 |    | Disputa pelo bronze | Disputa pelo bronze |    |  |           |           |  |  |                   |                   |
|  | POL Polônia        | POL Polônia      | 15                 | 33 | Disputa pelo bronze | Disputa pelo bronze |    |  |           |           |  |  |                   |                   |
|  | POL Polônia        |                  |                    | 33 | 14 de Agosto        |                     |    |  |           |           |  |  |                   |                   |
|  | BRA Brasil         | 25               |                    |    |                     |                     |    |  |           |           |  |  |                   |                   |
|  | BRA Brasil         | 25               | POL Polônia (w/o)  | 2  | MEX México          | 26                  |    |  |           |           |  |  |                   |                   |
|  |                    |                  | POL Polônia (w/o)  | 2  | MEX México          | 26                  |    |  |           |           |  |  |                   |                   |
|  |                    |                  | PER Peru           | 0  |                     | POL Polônia         | 12 |  |           |           |  |  |                   |                   |
|  |                    |                  | PER Peru           | 0  |                     | POL Polônia         | 12 |  |           |           |  |  |                   |                   |
|  |                    |                  |                    |    |                     |                     |    |  |           |           |  |  |                   |                   |
|  |                    |                  |                    |    |                     |                     |    |  |           |           |  |  |                   |                   |
|  |                    |                  |                    |    |                     |                     |    |  |           |           |  |  |                   |                   |

### Jogos de classificação
|  | Fase preliminar   | Fase preliminar   | Fase preliminar |             |               | Disputa pelo quinto lugar | Disputa pelo quinto lugar | Disputa pelo quinto lugar |  |
|  |                   |                   |                 |             |               |                           |                           |                           |  |
|  | PHI Filipinas     | PHI Filipinas     | 32              |             |               |                           |                           |                           |  |
|  | PHI Filipinas     | PHI Filipinas     | 32              |             |               |                           |                           |                           |  |
|  | ITA Itália        | ITA Itália        | 14              |             |               |                           |                           |                           |  |
|  | ITA Itália        | ITA Itália        | 14              |             | PHI Filipinas | PHI Filipinas             | 32                        |                           |  |
|  |                   |                   |                 |             | PHI Filipinas | PHI Filipinas             | 32                        |                           |  |
|  |                   |                   | URU Uruguai     | URU Uruguai | 23            |                           |                           |                           |  |
|  | URU Uruguai (w/o) | URU Uruguai (w/o) | URU Uruguai     | URU Uruguai | 23            | 2                         |                           |                           |  |
|  | URU Uruguai (w/o) | URU Uruguai (w/o) |                 |             |               |                           |                           |                           |  |
|  | PER Peru          | PER Peru          | 0               |             |               |                           |                           |                           |  |

## Resultados

### Primeira fase
Assim como todas as fases do torneio, na primeira fase os vencedores dos confrontos avançam a segunda rodada. Os perdedores disputam uma repescagem (consolação) para seguirem com chances de medalha. Antes do início dessa fase, as equipes da Hungria e Espanha desistiram do torneio e Checoslováquia e Estados Unidos, respectivamente, avançaram direto a próxima fase. As Filipinas também não disputaram essa fase devido a privilégios na tabela.
| 7 de agosto, 1936 |       |          |
| Estônia           | 34–29 | França   |
| Chile             | 30–16 | Turquia  |
| Suíça             | 25–18 | Alemanha |
| Itália            | 44–28 | Polônia  |
| Peru              | 35–22 | Egito    |
| Letônia           | 20–17 | Uruguai  |
| Brasil            | 24–17 | Canadá   |
| Japão             | 35–19 | China    |
| México            | 32–9  | Bélgica  |

### Repescagem, primeira rodada
Os vencedores retornam a competição na segunda fase. Os perdedores se despedem definitivamente do torneio olímpico. As equipes do Canadá e Alemanha que deveriam medir-se com os perdedores dos duelos Estados Unidos-Espanha e Checoslováquia-Hungria passaram sem jogar por essa repescagem devido a desistência de espanhóis e húngaros do torneio e, consequentemente, a não realização dos seus jogos na primeira fase. A Polônia também passou direto por essa fase pois, de acordo com o sorteio, deveria enfrentar o perdedor do jogo das Filipinas, mas os asiáticos não jogaram na primeira fase devido a falta de adversário.
| 8 de agosto, 1936 |       |         |
| Uruguai           | 17–10 | Bélgica |
| China             | 45–38 | França  |
| Egito             | 33–23 | Turquia |

### Segunda fase
Vencedores avançam à terceira fase. Perdedores disputam a segunda rodada da repescagem.
| 9 de agosto, 1936 |       |                |
| Filipinas         | 32–30 | México         |
| Japão             | 43–31 | Polônia        |
| Uruguai           | 36–23 | Egito          |
| Peru              | 29–21 | China          |
| Canadá            | 34–23 | Letônia        |
| Estados Unidos    | 52–28 | Estônia        |
| Itália            | 58–16 | Alemanha       |
| Suíça             | 25–12 | Checoslováquia |
| Chile             | 23–18 | Brasil         |

### Repescagem, segunda rodada
A Estônia não precisou passar pela repescagem e avançou direto a terceira fase.
| 10 de agosto, 1936 |       |          |
| Polônia            | 28–23 | Letônia  |
| Brasil             | 32–14 | China    |
| México             | 32–10 | Egito    |
| Checoslováquia     | 20–0  | Alemanha |

### Terceira fase
A partir da terceira fase foi introduzido o sistema de eliminação automática, onde quem perde é eliminado sem chances de repescagem. Vencedores avançam a quarta fase, sendo que as equipes dos Estados Unidos e Peru não jogaram nessa fase indo direto à próxima.
| 11 de agosto, 1936 |       |                |
| Filipinas          | 39–22 | Estônia        |
| Itália             | 27–19 | Chile          |
| México             | 28–22 | Japão          |
| Canadá             | 27–9  | Suíça          |
| Uruguai            | 28–19 | Checoslováquia |
| Polônia            | 33–25 | Brasil         |

### Quarta fase
Vencedores avançam as semi-finais e os perdedores disputam classificação entre o 5º e 8º lugar. A equipe do Peru abandonou o torneio e com isso a Polônia, que deveria enfrentar os sul-americanos nessa fase, acabou avançando direto as semi-finais.
| 12 de agosto, 1936 |       |           |
| Estados Unidos     | 53–23 | Filipinas |
| México             | 34–17 | Itália    |
| Canadá             | 41–21 | Uruguai   |

### Classificação 5º–8º lugar
Com a desistência do Peru, o Uruguai ficou aguardando o vencedor do jogo entre Filipinas e Itália para decidir o 5º lugar.
| 13 de agosto, 1936 |       |        |
| Filipinas          | 32–14 | Itália |

#### Disputa pelo quinto lugar
| 14 de agosto, 1936 |       |         |
| Filipinas          | 33–23 | Uruguai |

### Semifinal
| 13 de agosto, 1936 |       |         |
| Estados Unidos     | 25–10 | México  |
| Canadá             | 42–15 | Polônia |

### Disputa pelo bronze
| 14 de agosto, 1936 |       |         |
| México             | 26–12 | Polônia |

### Final
A final do primeiro torneio olímpico de basquete foi disputada em condições precárias. Devido ao campo ser ao ar livre, a forte chuva que caiu com o decorrer da partida atrapalhou o desenrolar do jogo e o placar seguiu baixo durante boa parte do tempo. O cestinha da partida foi o estadunidense Joe Fortenberry com 7 pontos, porém menos de 1000 espectadores acompanharam os lances devido a chuva.
| 14 de agosto, 1936 |      |        |
| Estados Unidos     | 19–8 | Canadá |

### Classificação final
| Pos.   | País                   |
| ------ | ---------------------- |
| Ouro   | USA Estados Unidos     |
| Prata  | CAN Canadá             |
| Bronze | MEX México             |
| 4      | POL Polônia            |
| 5      | PHI Filipinas          |
| 6      | URU Uruguai            |
| 7      | ITA Itália             |
| 8      | PER Peru               |
| 9      | EST Estônia            |
| 10     | CHI Chile              |
| 11     | JPN Japão              |
| 12     | SUI Suíça              |
| 13     | TCH Checoslováquia     |
| 14     | BRA Brasil             |
| 15     | LAT Letônia            |
| 16     | ROC República da China |
| 17     | EGY Egito              |
| 18     | GER Alemanha           |
| 19     | BEL Bélgica            |
| 20     | FRA França             |
| 21     | TUR Turquia            |